# Прыжок с крыши
«Прыжок с крыши» — советский фильм 1977 года. Вышел на экраны 15 мая 1978 года.

## Сюжет
Кирилл проводит финансовую ревизию в научном институте. Ему предлагают стол отправленного на пенсию сотрудника Ростислава Любешкина. Появляется жена Любешкина — женщина измученная, посвятившая свою жизнь заботам о муже, не умеющем постоять за себя. Она говорит, что её муж решил теорему Эверсона. Директор института Маргарита Сергеевна отстранила от работы талантливого учёного Ростислава, чтобы самой возглавить работу над его темой. 
Кирилл борется за совершенно незнакомого ему Любешкина. Ему противостоит энергичная и деловая директорша Маргарита Сергеевна. Косичкин пишет о случившемся в Министерство. Но никто не поддерживает Кирилла: начальник понижает его в должности, сам Любешкин не желает бороться за свои права, жена Даша осуждает его. 
Кирилл не отступает. От Кирилла уходит жена, которую в пылу борьбы он совсем перестал замечать, поглощенный достижением справедливости. Кирилл добивается справедливости и танцует испанский танец со счётами вместо кастаньет.

## В ролях
- Виталий Соломин — Кирилл Косичкин, финансовый ревизор
- Мария Соломина — Даша, невеста Кирилла, продавщица
- Лариса Малеванная — Маргарита Сергеевна, директор института, доктор наук
- Майя Булгакова  — Анна Александровна Любешкина
- Анатолий Адоскин  — Ростислав Андреевич Любешкин, учёный-теоретик
- Эдда Урусова  — академик
- Юрий Соловьёв — Василий Иванович, начальник финотдела
- Алина Ольховая — Зина, старая подруга Кирилла
- Зинаида Шарко — соседка, бабушка Ксюши
- Ира Плескунова — Ксюша
- Александра Пасынкова — гостья на юбилее в ресторане
- Георгий Штиль — прохожий
- Владимир Летенков — покупатель
- Сергей Массарский — покупатель
- Наталья Данилова — Муся, продавщица книжного магазина
- Виктор Михайлов — эпизод

## Съёмочная группа
- Авторы сценария: Евгений Габрилович и Соломон Розен
- Режиссёр: Владимир Григорьев
- Оператор: Владимир Васильев
- Художник: Борис Бурмистров
- Композитор: Аркадий Гагулашвили
- Звукооператор: Тигран Силаев
- Режиссёр: В. Аристов
- Оператор: А. Дудко
- Художник-костюмер: В. Могилянская
- Художники-декораторы: Р. Штиль, В. Цыганов
- Художник-гримёр: Л. Завиткова
- Монтажёр: Г. Корнилова
- Редактор: Е. Медведев
- Директор картины: А. Бояринов

## Критика
Кинокритик Валентин Михалкович проанализировал фильм в журнале «Спутник кинозрителя». Он считал, что «авторы предлагают совершенно нетрадиционный вывод из традиционной ситуации: проиграли оба — и Маргарита Сергеевна, и Кирилл». Он отмечал:  «Директорша поняла, что прогресс не может строиться на несчастье. Если в результате прогресса окажется обиженным хотя бы тихий Любешкин, тогда прогресс не имеет права называться прогрессом. От Кирилла уходит жена, которую в пылу борьбы он совсем перестал замечать, поглощенный достижением справедливости. И значит, если справедливость достигается тем, что в результате будет обижена хотя бы бесхитростная девчоночка Даша, тогда эта справедливость не имеет права называться справедливостью. Этим выводам картина значительна и ценна».
Историк кино Виктор Короткий рассматривал роли Виталия Соломина, в которых поражение героев только закаляет их. Он выделял эпизод из фильма «Прыжок с крыши», «когда Кирилл, отвергнутый даже теми, кому он пытался помочь, исполняет нечто вроде испанского танца со счётами в руке, которые ритмично и победительно звучат, как кастаньеты».